# La Chapelle-Saint-Fray
La Chapelle-Saint-Fray è un comune francese di 399 abitanti situato nel dipartimento della Sarthe nella regione dei Paesi della Loira.

## Società

### Evoluzione demografica
Abitanti censiti